# Похищение для Бетти Фишер
«Похище́ние для Бе́тти Фи́шер» (фр. Betty Fisher et autres histoires — Бетти Фишер и другие истории) — французско-канадский фильм режиссёра Клода Миллера по роману Рут Ренделл «Ребёнок для другой». Фильм вышел в 2001 году. Номинация на премию «Сезар».

## Сюжет
Бетти Фишер (Сандрин Киберлэн) — успешная писательница, проживающая в фешенебельном районе Парижа. В её жизни появляется её мать Марго (Николь Гарсиа), с которой она много лет не виделась с самого детства. Марго тяжело больна порфирией и порой ведёт себя неадекватною Так, с дочерью она рассталась после того, как ударила её ножом. После появления Марго в семье Бетти происходит печальное событие — падает из окна и вскоре умирает, не приходя в сознание, её сын Жозеф, и она впадает в депрессию. Пытаясь помочь дочери и восстановить их взаимоотношения, Марго крадёт на улице ребёнка и приводит его домой. Дочери она рассказывает невнятную историю о том, что её знакомые оставили ей ребёнка на попечение. Бетти некоторое время сомневается, но постепенно привязывается к Жозе. Мать Жозе — Кароль (Матильда Сенье) живёт в бедном районе Парижа. Она ведёт беспорядочный образ жизни, подрабатывает проституцией, и даже не знает, кто отец её сына. Однако исчезновение сына приводит её в чувство, она заставляет отправиться на поиски ребёнка своего бойфренда (Люк Мервиль) и полицию. О похищении мальчика рассказывает и показывает телевидение. Бетти догадывается, откуда взялся ребёнок, и перед ней стоит нелёгкий выбор. В самый неподходящий момент появляется родной отец Жозе, с которым у Бетти раньше была любовная история…

## В ролях
- Сандрин Киберлэн — Бетти Фишер
- Николь Гарсиа — Марго Фишер
- Матильда Сенье — Кароль Новаски
- Люк Мервиль — Франсуа Дембеле
- Эдуард Баэр — Алекс Басато
- Стефан Фрейсс — Эдуард
- Ив Жак — Рене
- Рошди Зем — доктор Джером Кастанг
- Консуэло Де Авиланд — госпожа Барски
- Ив Верховен — Мартино
- Энни Мерсье — Жаклин
- Алексис Шатриан — Жозе Новаски
- Микаэль Абитбуль — Милоу
- Артур Сетбон — Жозеф Фишер
- Паскаль Боницер — господин Барски
- Беатрис Аженен — любовница Алекса
- Виржини Эман — Фату
- Франсуа Рой — Жан-Жан
- Амре Рошар — дочь полицейского
- Паскаль Гомис, Энцо Кребессехуэс, Рева Ротстейн и Фулеймата Сидибе — дети

## Награды и номинации
- 2002 — номинация на премию «Сезар» за лучшую мужскую роль второго плана (Эдуард Баэр)
- 2002 — номинация на премию «Сезар» за лучшую женскую роль второго плана (Николь Гарсия)